# Estación de Avron
Avron es una estación de la línea 2 del metro de París situada en el límite de los distritos XI y XX, al este de la ciudad.

## Historia
La estación fue inaugurada el 2 de enero de 1903. 
Debe su nombre a una pequeña meseta cercana a París que jugó un papel defensivo importante durante la Guerra Franco-Prusiana.

## Descripción
Se compone de dos andenes laterales de 75 metros de longitud y de dos vías.
Está diseñada en bóveda elíptica totalmente revestida de los clásicos azulejos blancos biselados del metro parisino.
Su iluminación ha sido renovada con el modelo New Neons, originario de la línea 12 pero que luego se ha ido exportando a otras líneas. Emplea delgadas estructuras circulares, en forma de cilindro, que recorren los andenes proyectando la luz tanto hacia arriba como hacia abajo. Finos cables metálicos dispuestos en uve sostienen a cierta distancia de la bóveda todo el conjunto
La señalización por su parte usa la moderna tipografía Parisine donde el nombre de la estación aparece en letras blancas sobre un panel metálico de color azul. Por último, los asientos de la estación son de color azul, individualizados y también de tipo Motte.

## Accesos
La estación dispone de un único acceso situado en el bulevar Charone y catalogado como Monumento Histórico al haber sido realizado por Hector Guimard.